# Léda (Tosini)
Pour les articles homonymes, voir Léda.
Léda – en italien Leda – est un tableau réalisé par le peintre italien Michele Tosini vers 1560-1570. De format vertical, cette huile sur panneau est une peinture mythologique qui représente Léda à mi-corps devant un fond noir. Figurée de trois-quarts dos, la jeune femme tourne la tête vers le spectateur et présente ce faisant sa joue au bec de Jupiter, qui s'est métamorphosé en cygne. L'œuvre est conservée à la Galerie Borghèse de Rome. Son pendant, une Lucrèce, s'y trouve également.

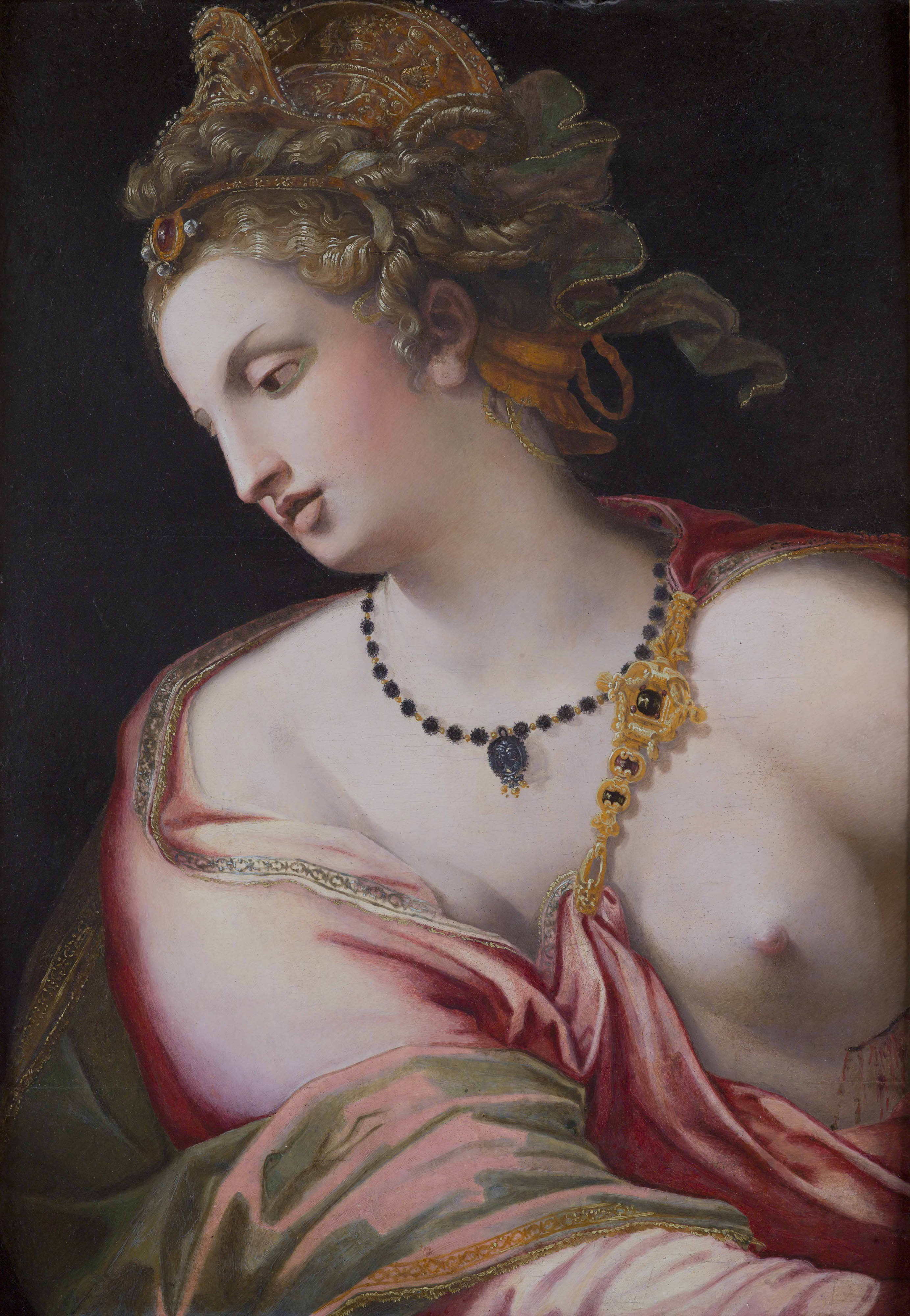
Lucrèce, vers 1560-1570 – Galerie Borghèse, Rome.